# Инцидент в Керченском проливе

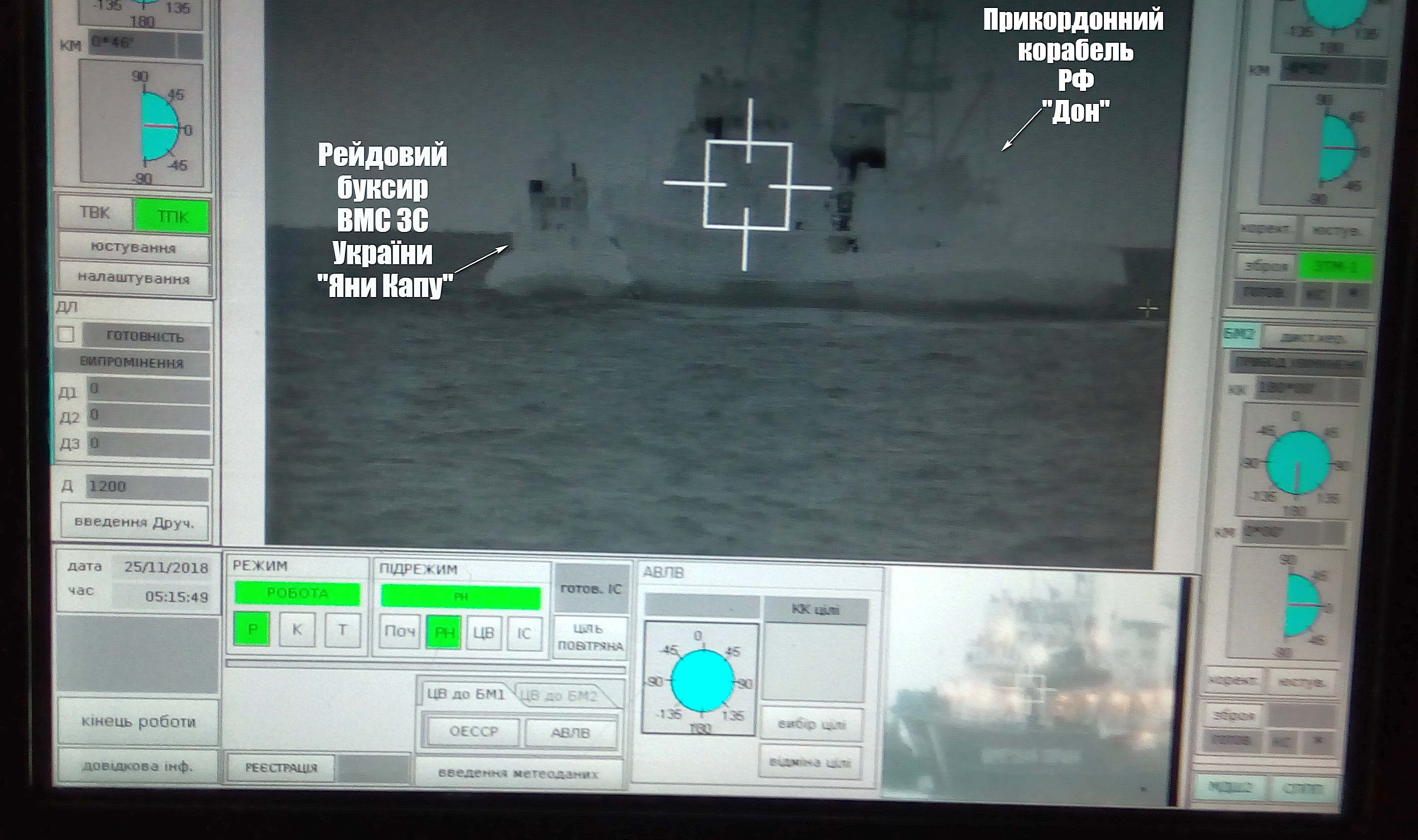
Сторожевой корабль «Дон» совершает навал на украинский буксир «Яны Капу». Вид с украинского бронекатера

Инциде́нт в Ке́рченском проли́ве (также известный как «Керченский таран») — пограничный вооружённый конфликт, произошедший 25 ноября 2018 года в Керченском проливе, в ходе которого Вооружённые силы России и корабли Береговой охраны Пограничной службы ФСБ России задержали корабли Военно-морских сил Украины, пытавшиеся пройти из Одессы в Мариуполь через Керченский пролив.
Переход осуществляли два артиллерийских катера и буксир. По утверждению российских властей, украинские корабли, приближаясь к Керченскому проливу, игнорировали неоднократные требования российских пограничников (в том числе об уходе из территориальных вод), нарушили процедуру прохождения пролива, совершали опасное маневрирование и не выходили на связь. Украинские власти утверждают, что уведомление о прохождении через пролив было подано заранее, и что корабли связались с соответствующими российскими органами, но не получили ответа. Также Украина ссылается на предусмотренную Договором между Российской Федерацией и Украиной о сотрудничестве в использовании Азовского моря и Керченского пролива 2003 года свободу судоходства для украинских судов в проливе и не признаёт принадлежность России территориальных вод у побережья Крыма.
В ходе инцидента украинские корабли попытались пройти через Керченский пролив, однако при подходе к судоходному каналу были перехвачены российской береговой охраной, один из кораблей которой совершил навал на украинский буксир. После прохода к якорной стоянке перед Керченским мостом украинские корабли были заблокированы, а когда они попытались лечь на обратный курс в Одессу, российские силы начали преследование и применили по ним оружие в территориальных водах России (по утверждению России) или нейтральных (по утверждению Украины) водах, после чего корабли были захвачены и отконвоированы в Керченский порт. От 3 до 6 членов экипажей получили ранения; все 24 члена экипажей были арестованы российскими властями.
26 ноября, ссылаясь на инцидент в Керченском проливе, Украина ввела в ряде областей военное положение, действовавшее до 26 декабря 2018 года.
Государства — члены Евросоюза, НАТО, Большой семёрки, Генеральная Ассамблея ООН и Парламентская ассамблея Совета Европы осудили действия России и призвали её освободить украинских моряков, вернуть Украине задержанные суда, обеспечить беспрепятственный доступ к морским портам в Азовском море и свободу судоходства в Керченском проливе. В отношении участников задержания украинских кораблей в дальнейшем со стороны европейских и западных стран были введены санкции.
7 сентября 2019 года в рамках обмена удерживаемыми лицами между Россией и Украиной все 24 задержанных в Керченском проливе украинских военнослужащих вернулись на Украину, а 18 ноября 2019 года Россия передала Украине корабли.

## Предыстория
К 2014 году правовой статус Керченского пролива как разделяющего территории России и Украины регламентировался рядом российско-украинских соглашений. Договор между Россией и Украиной «О сотрудничестве в использовании Азовского моря и Керченского пролива» наделял торговые суда и военные корабли, а также другие государственные суда под флагом Российской Федерации или Украины, эксплуатируемые в некоммерческих целях, свободой судоходства в проливе. Для прохода через пролив некоммерческих судов третьих стран требовалось согласие РФ и Украины. Акватория пролива не была разграничена между государствами; договор относил пролив к «историческим внутренним водам» двух стран и предписывал мирное разрешение споров о проливе «совместно или по согласию» двух стран. В 2007 году морскими администрациями России и Украины было подписано временное положение о порядке прохода судов через Керченский пролив, согласно которому все суда, следующие через пролив, должны запрашивать разрешение у Керченского порта. В 2012 году было подписано соглашение о безопасности мореплавания в Азовском море и Керченском проливе. Прохождение судов по судоходной части пролива (Керчь-Еникальский канал), оба берега которой являлись частью территории Украины, регулировалось украинским законодательством (приказ Министерства транспорта Украины от 9 октября 2002 года № 721).
После аннексии Крыма Российской Федерацией в 2014 году Керченский пролив полностью находится под контролем РФ. С этого времени Россия рассматривает пролив как часть своих территориальных вод и де-факто осуществляет самостоятельное регулирование судоходства в нём; де-факто российским стал порт Керчь, у которого надлежит запрашивать разрешение на проход через пролив. Украина, не признающая Крымский полуостров частью России, не признаёт и прилегающие к нему воды территориальными водами РФ, хотя организация грузопотока азовских портов Украины ставит её суда перед необходимостью обращаться в «закрытый» украинскими властями порт.
Обострение конфликта вокруг Азово-Керченской акватории началось в марте 2018 года, после задержания украинскими пограничниками крымского рыболовецкого судна «Норд», шедшего под российским флагом, за нарушение установленного Украиной порядка пересечения крымской границы. Россия в ответ обвинила Украину в «государственном пиратстве» и пообещала дать «жёсткий ответ», а вскоре после задержания «Норда» усилила досмотр судов, проходящих через Керченский пролив — официально мотивируя это «угрозами, исходящими от экстремистов в отношении России» и борьбой с «украинскими браконьерами». Ужесточение процедур досмотра вызвало негативную реакцию властей Украины, по утверждениям которых к сентябрю 2018 года таким образом были остановлены более 200 судов, в том числе 120 судов из Евросоюза, а срок задержания кораблей достигал, по их утверждениям, недели. Украина обвинила Россию в попытках «начать военно-экономическую блокаду Азовского побережья Украины» и, чтобы «адекватно противостоять» действиям России, предприняла шаги по усилению своего военно-морского присутствия в регионе; в частности, было объявлено о намерении до конца 2018 года создать на море базу ВМС.
В сентябре 2018 года на создаваемую базу через Керченский пролив прибыли украинские корабль управления «Донбасс» и буксир U830 «Корец». Корабли ВМС Украины прошли пролив в сопровождении российских судов под управлением российского лоцмана. В то время, как «Донбасс» и «Корец» проходили через пролив, вдоль побережья Крыма и Краснодарского края в течение нескольких часов курсировал стратегический разведывательный самолёт ВВС США RC-135W. Украина обвинила Россию в создании опасных инцидентов в Керченском проливе во время прохождения украинских судов: Военно-морские силы Украины заявили, что 20 сентября российский корабль «Приазовье» совершил чрезмерное сближение с украинскими судами, а 21 сентября российский истребитель Су-27 опасно приблизился к самолёту Ан-26 ВМС Украины, который выполнял плановое задание над Чёрным морем.

## Ход событий
| 1 | 07:10 — пересечение украинскими судами российской границы, по утверждению ФСБ (44.8666667, 36.5166667) |
| 2 | 07:35 — навал на буксир (44.9333333, 36.5022222)                                                       |
| 3 | 09:30 UTC — Местоположение сухогруза «Авиона» рядом с украинскими судами (45.13803, 36.54362)          |
| 4 | 20:45 — предупредительные выстрелы (44.8911667, 36.4293333)                                            |
| 5 | 20:58 — запрос о помощи (44.85, 36.3844444)                                                            |

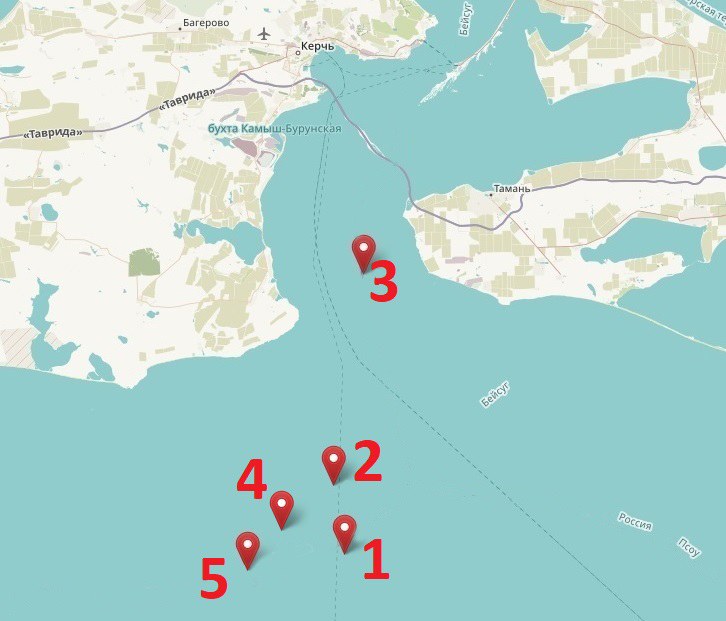

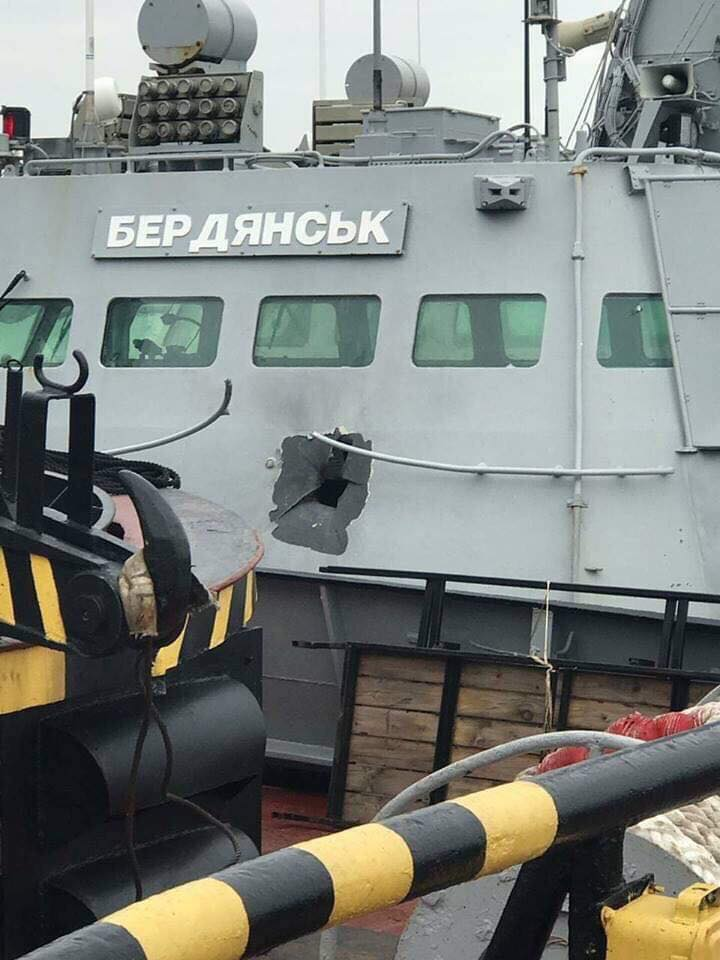
Украинский артиллерийский катер «Бердянск» с пробоиной в корпусе

23 ноября 2018 года два малых бронированных артиллерийских катера (МБАК) типа «Гюрза» — «Бердянск» и «Никополь» — и рейдовый буксир «Яны Капу», принадлежащие Военно-морским силам Украины, вышли из Одессы на Мариуполь. Как позднее пояснили украинские власти, решение провести корабли именно через Керченский пролив вместо сухопутной доставки в Мариуполь было принципиальным: отказ от прохода через пролив означал бы, по мнению властей Украины, признание его российским; кроме того, украинские власти исходили из опыта прошедшего в сентябре прохода кораблей через пролив и, по собственным утверждениям, рассчитывали его повторить.
На борту кораблей находились 24 военнослужащих — моряки Военно-морских сил Украины и двое сотрудников военной контрразведки Службы безопасности Украины (Андрей Драч и Василий Сорока). Экипажи кораблей «выполняли служебные задания по контрразведывательному обеспечению подразделения ВМС Украины».
Список находившихся на бортах катеров и буксира Военно-морских сил Украины военнослужащих:
| Фамилия и имя       | Сведения⠀ |
| ------------------- | --- |
| Андрей Артеменко    | старший комендор |
| Юрий Безъязычный    | моторист-электрик |
| Виктор Беспальченко | комендор |
| Юрий Будзило        | командир радиотехнического взвода управления 21-й отдельной р/т роты морского командования                                                                           |
| Владимир Варимез    | старший радиотелеграфист УК «Смела» 31-го дивизиона судов обеспечения                                                                                                |
| Михаил Власюк       | моторист-электрик |
| Богдан Головаш      | выпускник Института ВМС Украины |
| Денис Гриценко      | командир 1-го дивизиона кораблей охраны рейда морского командования                                                                                                  |
| Андрей Драч         | оперуполномоченный 7-го управления Главного управления военной контрразведки СБУ, капитан (по другим данным — старший лейтенант); находился на борту МБАК «Никополь» |
| Вячеслав Зинченко   | комендор-сигнальщик |
| Владислав Костишин  | выпускник Института ВМС Украины |
| Владимир Лисовой    | командир 31-го дивизиона судов обеспечения |
| Олег Мельничук      | командир рейдового буксира «Яны Капу» |
| Роман Мокряк        | командир МБАК «Бердянск» |
| Богдан Небылица     | командир МБАК «Никополь» |
| Андрей Опрыско      | моторист-электрик МБАК «Вышгород» |
| Сергей Попов        | заместитель командира дивизиона по электромеханической части — начальник электромеханической службы 1-го дивизиона кораблей охраны рейда морского командования       |
| Евгений Семидоцкий  | марсовый |
| Василий Сорока      | офицер Службы безопасности Украины, капитан; находился на борту МБАК «Бердянск»                                                                                      |
| Владимир Терещенко  | комендор |
| Андрей Шевченко     | главный старшина дивизиона |
| Сергей Цыбизов      | комендор-сигнальщик |
| Сергей Чулиба       | командир отделения мотористов УК «Новая Каховка» 31-го дивизиона судов обеспечения                                                                                   |
| Андрей Эйдер        | комендор-сигнальщик |

По утверждению украинских властей, 24 ноября ВМС Украины получили сообщение о закрытии зоны прохода в районе Керченского пролива, но «подтверждения данного закрытия зоны через международный центр контроля, который находится в Испании, не было».
По утверждению российских властей, в 16:40 24 ноября российские пограничники обнаружили в исключительной экономической зоне вблизи Крыма на удалении 28-30 миль к юго-востоку от мыса Меганом суда Военно-морских сил Украины: судно обеспечения «Горловка» (бортовой номер U-753) и буксир «Яны Капу», двигавшиеся на северо-восток в направлении Керченского пролива; при подходе этой группы судов к территориальным водам в 21:30 российский пограничный сторожевой катер ПСКА-302 уведомил их, что «для пересечения государственной границы Российской Федерации» и входа в Керчь-Еникальский канал необходима двойная подача заявки в Морскую администрацию Керченского порта за 48 и 24 часа и подтверждение за 4 часа, чего кораблями ВМС Украины сделано не было. От корабельной группы ВМС Украины был получен ответ, что ею не планируется пересечение государственной границы РФ и проход Керченского пролива. В 22:23 ПСКА-302 сообщил украинской корабельной группе, что район в территориальном море на подходе к Керченскому проливу со стороны Чёрного моря закрыт. «Горловка» и «Яны Капу» маневрировали на траверзе Керченского пролива на расстоянии 6-7 миль от границы 12-мильной зоны. В 03:45 25 ноября к ним с западной стороны подошли «Никополь» и «Бердянск» и осуществили заправку топливом с «Горловки».
По утверждению украинских властей, в 04:58 утра 25 ноября береговой пост ФСБ России, морские порты Керчь и Кавказ получили уведомления о намерении пройти через Керченский пролив, но ответа украинские корабли вначале не получили и продолжили движение. При этом катер «Бердянск», по утверждениям властей Украины, был готов принять на борт российского лоцмана и «действовать согласно плану» и «абсолютно идентично с тем, как это было в сентябре во время предыдущего прохода».
По утверждению российских властей, в 05:35 «Бердянск» сообщил на пост технического наблюдения (мыс Такиль) о планируемом проходе буксира «Яны Капу» (позывной «Десна-947»), бронекатера «Никополь» (позывной «Шхуна-176») и бронекатера «Бердянск» (позывной «Шхуна-175») в Бердянский морской порт через Керченский пролив в 07:00 (06:00 по киевскому времени). В 05:45 украинские корабли получили ответ от ПСКА-302, в котором сообщалось, что «в целях реализации права России как прибрежного государства на обеспечение безопасности в морском пространстве» мирный проход через территориальное море в интересующем их районе временно приостановлен, «о чём вы ранее оповещались». Судам ВМС Украины рекомендовали не пересекать границу до «снятия ограничений и выполнения обязательных постановлений в морском порту Керчь». По утверждению начальника Генштаба ВСУ Виктора Муженко, «в дальнейшем [украинские корабли] получили сообщение о том, чтобы выйти в район ожидания, где будет определён порядок прохода под аркой Крымского моста».
В 05:50 командир «Бердянска» сообщил командиру ПСКА-302, что в соответствии с положениями договора между Россией и Украиной «О сотрудничестве в использовании Азовского моря и Керченского пролива» от 24 декабря 2003 года украинские суда имеют право на свободу судоходства. В 06:30 командир ПСКА-302 сообщил командиру «Бердянска», что в Керчь-Еникальском канале «для обеспечения безопасности мореплавания» действует разрешительный порядок прохода в соответствии с план-графиком, а заявка на проход пролива подаётся за 48 и 24 часа и подтверждается за 4 часа. Дальнейшее следование кораблям ВМС Украины запретили, так как условия заявки не были выполнены, однако группа проигнорировала запрет и продолжила движение.
По данным штаба ВМС Украины, уже через несколько минут после уведомления были зафиксированы переговоры диспетчера порта Керчь «Берег-23» с российским малым противолодочным кораблём Черноморского флота «Суздалец» о выявлении кораблей ВМС Украины.
По утверждению ФСБ России, «Бердянск», «Никополь» и «Яны Капу» вошли в 12-мильную зону в точке с координатами 44°52′ с. ш. 36°31′ в. д. в 07:10, направляясь к Керченскому проливу. Два российских ПСКР «Дон» и «Изумруд» в 07:20 потребовали по радио покинуть территориальные воды, но ответа не получили. При попытке подхода к Керченскому проливу украинские корабли были перехвачены пограничными катерами Береговой охраны Пограничной службы ФСБ России. ПСКР «Дон» совершил навал на украинский буксир «Яны Капу». Согласно опубликованному украинскими властями перехвату радиообмена между российскими кораблями и береговыми службами, «Дон» совершил два навала на буксир в точках с координатами 44°56′ с. ш. 36°30,80′ в. д. в 07:35 и 44°56,60′ с. ш. 36°30,50′ в. д. в 07:44; при этом, по сообщению Пресс-центра командования ВМС Украины, были повреждены один из двух главных двигателей, обшивка и леерное ограждение буксира, потерян спасательный плотик.
В инциденте также участвовали российские пограничные сторожевые катера типов «Соболь» и «Мангуст», а также малый противолодочный корабль «Суздалец». В процессе блокировки, по утверждению Генштаба ВС Украины, ПСКР «Изумруд» нанёс серьёзные повреждения ПСКР «Дон». В 08:35 корабли ВМС Украины расчехлили артиллерийские установки, подняли их стволы на угол 45° и направили в сторону российских пограничных кораблей и катеров.
По данным ФСБ России, в 10.35 группа кораблей Военно-морских сил Украины в координатах 45°9,30′ с. ш. 36°33,90′ в. д. была заблокирована кораблями Береговой охраны Пограничной службы ФСБ России. Украинские корабли блокировались российскими пограничными кораблями в районе якорной стоянки № 471 к югу от Керченского пролива в период с 10:35 по 18:30. В 10:35 украинские корабли в координатах 45°09′ с. ш. 36°33′ в. д. доложили в штаб военно-морской базы «Очаково» ВМС Украины, что они зажаты российскими погранкораблями, буксиру сложно идти и предложили бронекатерам оторваться на максимальной скорости и уйти вне фарватера, оставив буксир. По данным штаба ВМС Украины, к 14:12 украинские суда третий час ожидали прохода по Керченскому проливу. В 14:12, по данным командования ВМС Украины, был зафиксирован заход на боевой курс двух вертолётов Ка-52 с захватом на сопровождение катеров ВМСУ бортовыми системами управления оружием.
По данным СМИ, проход в Керченский пролив под арками Крымского моста со стороны Азовского моря был перекрыт сухогрузом. По сообщению Керчьтрафикконтроля, в 14:42 на проходе Крымского моста было перекрыто движение в обе стороны, так как со стороны Азовского моря перед мостом на мель «сел танкер». Движение по проливу было закрыто в обе стороны, однако вскоре после этого под арками моста прошли три российских корабля (в том числе два катера). В воздух была поднята группа из двух российских штурмовиков Су-25 и двух ударных вертолётов Ка-52; согласно обнародованным украинскими властями радиоперехватам, один из вертолётов (с позывным 9-49) впоследствии выпустил две ракеты в направлении украинских судов.
По сообщению ФСБ, в 18:30 украинские корабли снялись с дрейфа и начали прорыв на выход из 12-мильной зоны курсом 200° (юго-юго-запад) со скоростью 20 узлов (бронекатера) и 8 узлов (буксир). «Дон» и «Изумруд» начали их преследование, требуя остановиться по радио, а также подавая звуковые, световые и пиротехнические сигналы. Преследование продолжалось до 20:42, когда «Изумруд» сообщил, что откроет предупредительный огонь в случае игнорирования требований. Через 3 минуты «Изумруд» с дистанции 2 кабельтовых (около 370 м) открыл предупредительный огонь в сторону группы трёх пытающихся уйти украинских кораблей, находясь в точке с координатами 44°53,47′ с. ш. 36°25,76′ в. д. в 12-мильной зоне. В 20:50 он предупредил бронекатер «Бердянск», что откроет по нему огонь на поражение, что и сделал в 20:55 в точке 44°51,30′ с. ш. 36°23,40′ в. д., продолжая, согласно утверждению ФСБ, оставаться в территориальном море, однако, согласно расследованию группы Bellingcat, предоставленные координаты находятся в нейтральных водах. Согласно заключению баллистической экспертизы, проведённой в Украине, катер «Бердянск» получил самую крупную пробоину в бронированном борту вследствие попадания бронебойного снаряда, выпущенного вертолётом ВМФ РФ Ка-52, о чём свидетельствуют значительные размеры пробоины. Через 3 минуты «Бердянск» лёг в дрейф, а его командир вышел в эфир, сообщил о раненых на борту и сделал запрос о помощи; при этом были переданы координаты терпящего бедствие судна: 44°51′ с. ш. 36°23,40′ в. д. — за пределами вод, контролируемых Россией. Бронекатер был задержан «Изумрудом» в 21:06, с него были сняты 7 украинских моряков, в том числе трое раненых, которым была оказана первая помощь, а также были выполнены первичные мероприятия по борьбе за живучесть катера.
Судя по озвученным ФСБ координатам (44°51,50′ с. ш. 36°23,60′ в. д.), задержание произошло в территориальных водах Крыма. Согласно сообщению пресс-центра командования ВМС Украины, пограничные катера России открыли огонь по украинской корабельной группе в 21:28, после выхода из 12-мильной зоны.
По сообщению ФСБ, буксир «Яны Капу» был остановлен и задержан «Доном» в 21:15; бронекатер «Никополь» был остановлен в 12-мильной зоне вертолётом Ка-52 в 21:27. Позже к лежащему в дрейфе «Никополю» для контроля за его действиями подошёл малый противолодочный корабль «Суздалец». Задержание «Никополя» осуществил «Дон» в 23:21. В 00:40 26 ноября раненые были доставлены в Керчь и направлены на лечение в первую Керченскую городскую больницу. Задержанные украинские суда также были отконвоированы в Керчь, прибыв в порт в 06:40.
По утверждениям властей Украины, украинские корабли были обстреляны российскими пограничными катерами в 21:28, после выхода из 12-мильной зоны. «Бердянск» получил повреждения, один человек был ранен. Позже Вооружённые силы Украины сообщили оперативную информацию о том, что все три украинских корабля и их экипажи были задержаны российским спецназом, от 3 до 6 украинских военнослужащих были ранены.
По обнародованным правоохранительными органами России показаниям задержанных украинских военнослужащих, те зашли в «территориальные воды России», хотя береговая охрана неоднократно предупреждала украинские корабли о необходимости покинуть российские территориальные воды. Согласно этим показаниям, капитан третьего ранга Владимир Лесовой осознавал, что действия группировки кораблей ВМС Украины в Керченском проливе носят провокационный характер.

## Силы, участвовавшие в инциденте

### Россия
- Тральщик «Вице-адмирал Захарьин» проекта 02668[4]
- Малый противолодочный корабль «Суздалец» проекта 1124М[3]
- Пограничный сторожевой корабль «Дон» проекта 745П[2]
- Пограничный сторожевой корабль «Изумруд» проекта 22460[2]
- 2 артиллерийских катера проекта 1204[4]
- Неизвестное количество пограничных сторожевых катеров проекта 12200[3]
- Патрульный катер проекта 12150[2]
- 2 штурмовика Су-25[4][5]
- 2 разведывательно-ударных вертолёта Ка-52 39-го вертолётного полка[2]

Проход под мостом был перегорожен гражданским сухогрузом, приведённым двумя гражданскими буксирами.

### Украина
- Малый бронированный артиллерийский катер «Бердянск» проекта 58155[6]
- Малый бронированный артиллерийский катер «Никополь» проекта 58155[6]
- Рейдовый буксир «Яны Капу» проекта 498[6]

## Международная реакция
Государства — члены Совбеза ООН, Евросоюза, НАТО, Большой семёрки, Парламентская ассамблея Совета Европы осудили действия Береговой охраны ФСБ России в ходе инцидента и призвали Россию освободить украинских моряков, вернуть Украине задержанные суда, обеспечить беспрепятственный доступ к морским портам в Азовском море и свободу судоходства в Керченском проливе. В отношении участников задержания украинских кораблей в дальнейшем со стороны Европейского союза, Канады и США были введены санкции.
Президент США Дональд Трамп, сославшись на доклад о произошедшем инциденте, объявил об отмене переговоров с президентом России Владимиром Путиным, которые должны были состояться в период саммита G20 в Аргентине.
И Россия, и Украина потребовали экстренного созыва Совета Безопасности ООН. Обсуждение прошло 26 и 27 ноября. Россия предложила рассмотреть керченский инцидент в контексте «нарушения границы Российской Федерации», но не получила в этом поддержки большинства членов Совета Безопасности (заседание № 8409), и рассмотрение вопроса продолжилось в контексте кризиса на Украине (заседание № 8410), каких-либо резолюций по итогам заседаний принято не было. Генеральная Ассамблея ООН 17 декабря осудила «неоправданное применение силы Россией против Украины» и призвала «безоговорочно и безотлагательно освободить суда и их экипажи и оборудование», а также не препятствовать осуществлению свободы навигации Украины в Чёрном и Азовском морях и Керченском проливе. За документ проголосовали 66 государств, против — 19, 76 стран воздержались и 32 не голосовали. УВКПЧ, исходя из того, что ситуация в Крыму являет собой продолжающийся «вооружённый конфликт международного характера» между Россией и Украиной, сочло, что задержанные члены украинских экипажей «в любом случае должны пользоваться статусом военнопленных до тех пор, пока компетентный трибунал не примет иного решения».
В числе вариантов урегулирования конфликта выдвигались, в частности, посредничество Турции, двусторонние контакты России и Украины, обсуждение керченского вопроса в «нормандском формате» или с участием США. Россия отказалась от посредничества, «не видя необходимости» в нём, и от обсуждения керченского вопроса в «нормандском формате» (как и в рамках Трёхсторонней контактной группы по Украине), так как тот «не относится к минским договорённостям».
6 декабря 2018 года стало известно, что США, в соответствии с Конвенцией Монтрё, направили уведомление Турции о своих планах направить корабль ВМС в Чёрное море в связи с инцидентом.
В декабре 2018 года в Чёрное море был направлен легковооружённый гидрографический корабль британских ВМС HMS Echo. 21 декабря корабль прибыл в порт Одессы. Там его посетил министр обороны Великобритании Гэвин Уильямсон, который заявил, что корабль будет оставаться в Чёрном море для обеспечения свободы судоходства, а также для оказания поддержки Украине в российско-украинском конфликте. Министр заявил, что прибытие Echo «станет мощным сигналом для президента России Владимира Путина», и добавил, что за HMS Echo последуют другие британские корабли и британское военное присутствие в Чёрном море станет постоянным. 22 декабря корабль покинул Одессу. Договорённость о его визите была достигнута 21 ноября, то есть ещё до инцидента. О планах судна пройти через Керченский пролив в Азовское море не сообщалось.
В марте 2019 года агентство Bloomberg со ссылкой на дипломатические источники сообщило, что во время Мюнхенской конференции по безопасности в феврале 2019 года вице-президент США Майкл Пенс пытался убедить руководство Франции и Германии направить свои военные корабли в Азовское море, чтобы подтвердить приверженность Запада «свободе судоходства» через Керченский пролив, однако федеральный канцлер ФРГ Ангела Меркель отвергла этот план под предлогом того, что президент Украины Пётр Порошенко якобы посчитал такое действие недостаточным, а Франция прямо назвала эту идею «ненужной провокацией».
27 мая 2019 года заместитель министра иностранных дел Украины Елена Зеркаль заявила в эфире радио НВ, что Украина намерена добиваться определения статуса Керченского пролива как международного: «Это снимет очень многие вопросы, которые до сих пор существуют, и правовой неопределённости в том числе, и вопрос спекуляций Российской Федерации о статусе Керченского пролива как внутреннего пролива».

### ПАСЕ
24 января 2019 года ПАСЕ приняла резолюцию под названием «Эскалация напряжённости вокруг Азовского моря и Керченского пролива и угрозы европейской безопасности», несмотря на то, что первоначально украинская делегация предлагала название «Открытая российская агрессия против Украины: срыв мирного процесса и угроза европейскому единству».
В ней ПАСЕ призвала Россию «немедленно освободить украинских военнослужащих и обеспечить предоставление им необходимой медицинской, юридической и консульской помощи» на основании «международного гуманитарного права, включая Женевские конвенции», к которым, в частности, относится Конвенция об обращении с военнопленными. Эта формулировка стала компромиссной. Украинская делегация настаивала на прямом признании арестованных моряков военнопленными — в этом случае резолюция стала бы первым документом, закрепившим за моряками этот статус. Упоминание Женевских конвенций подтверждает его лишь косвенно. В поддержку своей позиции украинская делегация вела агитацию, привезя на пресс-конференцию родственников захваченных украинских моряков и их адвоката Николая Полозова, а также демонстрируя на большом экране крупным планом раны моряков.

### Санкции
15 марта 2019 года США, Канада и Евросоюз ввели новые санкции против России в связи с инцидентом в Керченском проливе, а также в связи с «пятой годовщиной аннексии Крыма».
В заявлении Минфина США говорится, что общие действия США, Канады и ЕС подчёркивают приверженность идее совместного противодействия «злонамеренной деятельности России».
Кроме участия в совместных санкциях страны объявляли и о своих собственных санкциях. Сильнее всех санкционные списки расширила Канада, добавив в них 114 человек, среди прочих и главу «Роснефти» Игоря Сечина.

### Международный трибунал ООН по морскому праву
16 апреля 2019 года Украина обратилась в Международный трибунал ООН по морскому праву (ITLOS), потребовав немедленного освобождения задержанных кораблей вместе с их экипажами. Россия отказалась принимать участие в заседаниях трибунала. МИД России заявил, что «российская сторона исходит из того, что Международный трибунал по морскому праву не обладает юрисдикцией для рассмотрения „керченского инцидента“, в частности, в силу сделанных и Российской Федерацией, и Украиной оговорок о неприменимости предусмотренных Конвенцией 1982 года процедур в отношении отдельных категорий споров».
7 мая Россия выпустила меморандум по этому делу. Дело слушалось 10 мая. Российская Федерация отказалась быть представленной на этом заседании.
25 мая Международный трибунал ООН по морскому праву огласил своё решение, принятое в качестве временной меры: Россия обязана немедленно освободить два украинских военных корабля, вспомогательное судно и 24 украинских моряков, задержанных вблизи Керченского пролива в ноябре 2018 года, и позволить им вернуться на Родину, удовлетворив тем самым требования Украины. 19 судей трибунала проголосовали за это решение. Российский судья Роман Колодкин высказал особое мнение о том, что юрисдикция трибунала не распространяется на данный случай.
При этом трибунал уточнил, что «не считает необходимым требовать» от России прекратить уголовное дело против задержанных моряков или воздержаться от возбуждения новых дел. ITLOS добавил, что «считает целесообразным призвать обе стороны воздержаться от любых действий, которые могут усугубить конфликт». Москва и Киев до 25 июня могут предоставить трибуналу свои версии инцидента в Керченском проливе.
Вскоре после оглашения решения министерство иностранных дел России в очередной раз заявило, что инцидент в Керченском проливе не входит в юрисдикцию трибунала и что избежать конфликта можно было «при условии соблюдения требований российского законодательства, касающихся судоходства в этом районе». Адвокат и юрист-международник Дмитрий Романенко сказал: «Вся конструкция этого трибунала рассчитана на добровольное исполнение его решений. Каких-либо механизмов принуждения не существует».
Президент Украины Владимир Зеленский прокомментировал решение трибунала. По его словам, если Россия его исполнит, это может стать «первым сигналом со стороны российского руководства о реальной готовности к прекращению конфликта с Украиной… Таким образом Россия может сделать шаг к разблокированию переговоров и разрешению созданных ею проблем цивилизованным способом», — написал Владимир Зеленский на своей странице в Facebook.
22 мая 2020 года Украина подала меморандум в международный арбитраж в Гааге с требованием к России о компенсациях из-за инцидента в Керченском проливе. «Меморандум Украины в Арбитражный трибунал в Гааге с доказательствами Украины по делу о захвате наших моряков и кораблей в Чёрном море в ноябре 2018 года. Подписали и отправляем. Россия должна ответить за нарушение международного права», — заявил министр иностранных дел Украины Дмитрий Кулеба. Первое слушание по делу состоялось 11 октября 2021 года.

## Последствия

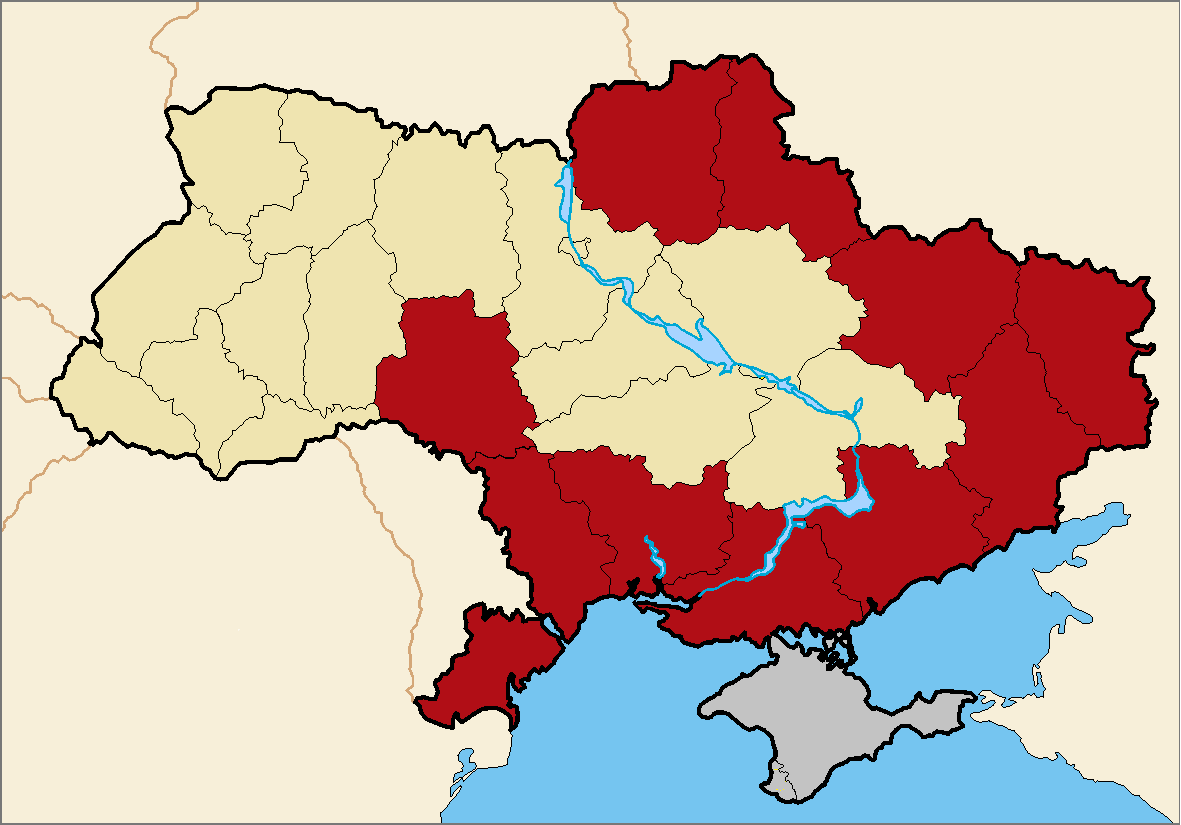
Военное положение на Украине, 2018

В ответ на инцидент «с целью усиления обороны Украины на фоне растущей агрессивности со стороны России» в областях страны, которые граничат с Россией, территориями с военным присутствием Российской Федерации или Чёрным или Азовским морем, — в Черниговской, Сумской, Харьковской, Луганской, Донецкой, Запорожской, Херсонской, Николаевской, Одесской и Винницкой областях, а также во внутренних водах Азово-Керченской акватории — было введено военное положение. Первоначально оно было введено на 60 дней, но затем сокращено до 30 дней; таким образом, по словам президента Украины Петра Порошенко, оно не должно повлиять на предстоящие выборы президента Украины, намеченные на 31 марта 2019 года. В рамках военного положения вводился ряд ограничений, в частности, запрет на въезд российских граждан мужского пола возрастом от 16 до 60 лет в Украину и ограничение пересечения линии разграничения с Крымом иностранными гражданами.
Служба безопасности Украины возбудила уголовное дело против ряда сотрудников Пограничной службы ФСБ и Вооружённых сил России по части 2 статьи 437 (планирование, подготовка, развязывание и ведение агрессивной войны), части 2 статьи 15, пункту 1 части 2 статьи 115 (покушение на умышленное убийство) Уголовного кодекса Украины. Пятнадцати российским должностным лицам было заочно объявлено о подозрении в совершении преступления.
Украина подала жалобу на Россию в ЕСПЧ в связи с задержанием моряков.
Министр обороны Украины при президенте Порошенко Степан Полторак 7 декабря 2018 года заявлял, что в дальнейшем ВМС Украины будут осуществлять «такие же проходы с выполнением всех международных норм и прав», когда «мы будем готовы к проведению следующего перехода для проведения ротации наших подразделений».
25 июля 2019 года Пограничной службой, СБУ и военной прокуратурой Украины в порту Измаил (Одесская область) был задержан российский танкер «Neyma», участвовавший в ходе инцидента в блокировании Керченского пролива. Экипаж танкера после допроса был отпущен на свободу. Как заявила в Facebook Служба безопасности Украины, «российский танкер Neyma… блокировал украинские военные корабли в Керченском проливе. Следствие установило, что танкер Neyma с целью сокрытия его причастности в незаконных действиях и акте агрессии, которые происходили 25 ноября 2018 года, был переименован российскими владельцами в Nika Spirit». Согласно сообщению пресс-службы СБУ, на судне был произведён обыск, изъяты судовые документы, бортовые журналы и записи радиопереговоров. Судно было объявлено вещественным доказательством. Готовятся документы в суд для его ареста.

### Судьба кораблей и личного состава
Задержанные корабли и 24 украинских моряка были доставлены в Керчь. 27 ноября украинские моряки были конвоированы в Киевский районный суд Симферополя, где было рассмотрено уголовное дело по части 3 статьи 322 Уголовного кодекса РФ (незаконное пересечение государственной границы). Всем обвиняемым суд определил меру пресечения в виде ареста до 25 января 2019 года. 30 ноября СМИ сообщили, что 21 человек из числа арестованных был этапирован в следственный изолятор «Лефортово» в Москве, а трое раненых находятся в больнице московского следственного изолятора «Матросская Тишина».

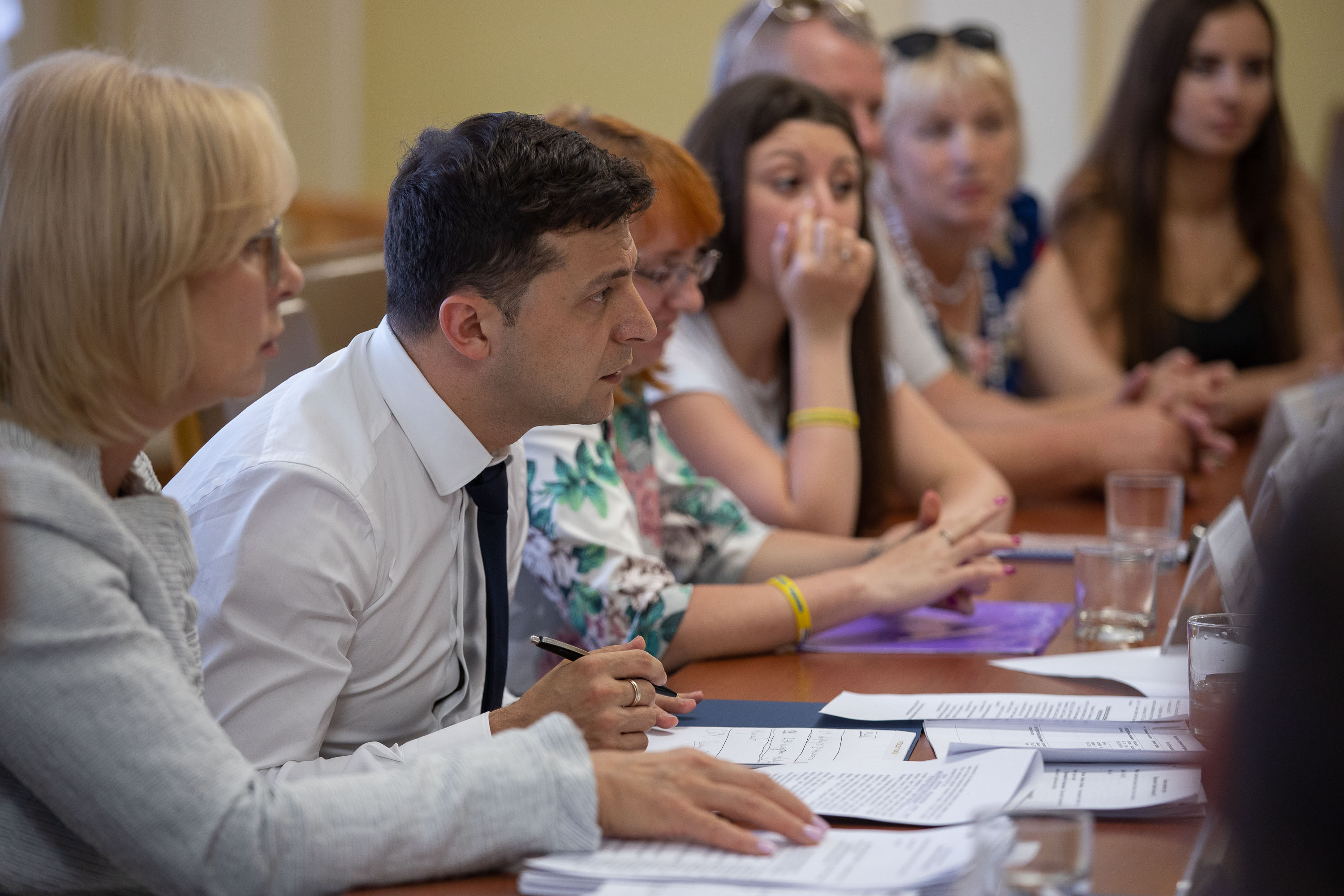
Владимир Зеленский с семьями задержанных украинских моряков, 14 июня 2019

16 апреля Украина обратилась в Международный трибунал по морскому праву, потребовав немедленного освобождения задержанных кораблей вместе с их экипажами. До этого, в январе 2019 года, Украина направила жалобу о нарушении прав моряков в Европейский суд по правам человека. Россия отказалась участвовать в слушаниях Международного трибунала. 25 мая 2019 года трибунал большинством голосов призвал РФ выпустить моряков и корабли в качестве меры временного урегулирования.
Сразу по завершении повторного голосования на выборах президента Украины 21 апреля 2019 года Владимир Зеленский заявил, что после победы на выборах его «задачей номер один, кроме Минских договорённостей», будет освобождение всех украинских моряков, находящихся под арестом в России, и иных заключённых.
В конце июня между президентом Украины Владимиром Зеленским и министром иностранных дел Украины Павлом Климкиным произошёл конфликт, имеющий отношение к судьбе задержанных моряков. 25 июня МИД России направил в Международный трибунал ООН ноту, в которой предлагались варианты, как украинская сторона может способствовать освобождению задержанных моряков в рамках российского уголовно-процессуального законодательства. 26 июня Климкин заявил о получении ноты МИД РФ и объявил, что отказался обсуждать какие бы то ни было предложения российской стороны, поскольку уверен, что Россия таким образом пытается вынудить Украину признать уголовное преследование моряков, а также косвенно и оккупацию Крыма. 27 июня Зеленский публично заявил представителям СМИ о своём возмущении по поводу действий Климкина, который без его ведома ответил на российскую ноту.
10 июля агентство Интерфакс-Украина сообщило, что Следственное управление ФСБ России предъявило окончательное обвинение всем задержанным украинским морякам.
15 июля заместитель главы Министерства иностранных дел России Григорий Карасин сообщил, что Россия и Украина обсуждают возможность обмена арестованных после инцидента в Керченском проливе украинских моряков.
21 августа российская газета «Коммерсантъ» сообщила, что принципиальная договорённость об обмене удерживаемыми лицами между Россией и Украиной была достигнута после первого телефонного разговора президентов России и Украины, который состоялся 11 июля, и со ссылкой на собственные источники заявила о том, что обмен планируется провести в конце августа. По другой информации, представленной источником РБК, об обмене договорились президенты России и Франции Владимир Путин и Эмманюэль Макрон на переговорах 19 августа 2019 года в ходе визита Путина во Францию.
7 сентября 2019 года в рамках обмена удерживаемыми лицами между Россией и Украиной все 24 задержанных в Керченском проливе украинских военнослужащих вернулись на Украину. В тот же день, как сообщила пресс-служба Военно-морских сил Украины, командующий ВМС ВС Украины адмирал Игорь Воронченко вручил военнослужащим награды и присвоил очередные воинские звания.
В начале ноября 2019 года министр иностранных дел Украины Вадим Пристайко сообщил, что Министерство иностранных дел Украины направило России ноту с требованием отдать украинские военные корабли, захваченные в ходе инцидента.
16 ноября газета «Коммерсантъ» сообщила о готовящейся передаче Украине трёх военных кораблей «Бердянск», «Никополь» и «Яны Капу». 17 ноября началась буксировка кораблей от Керченского морского вокзала в открытое море, где их встретили три украинских буксира. Личное оружие украинских моряков, рации и судовые документы остались в России в качестве вещественных доказательств в уголовном деле, возбуждённом после инцидента. Передача кораблей состоялась 18 ноября в нейтральных водах Чёрного моря, по информации источника ТАСС, в 30 км от мыса Такиль. По словам командующего Военно-морскими силами Украины Игоря Воронченко россияне фактически «угробили» украинские суда — демонтировали всё навигационное и радиотехническое оборудование, в частности радары и американские радиостанции «Харрис» (Harris), намеренно повредили корпуса, сняли плафоны, розетки и унитазы. Как заявил заместитель постпреда Украины при международных организациях в Вене Игорь Лоссовский, по предварительной оценке, сумма ущерба, нанесённого возвращённым кораблям, составляет не менее 55,5 млн гривен (2,3 млн долларов). По его словам, учитывая техническое состояние вооружения и кораблей в целом, их нельзя использовать по назначению. К концу октября 2020 г. оба катера пр. 58155 вернулись на службу в ВМСУ.
18 ноября Елена Зеркаль заявила, что несмотря на возвращение украинских военнослужащих и передачу судов Украина намерена продолжить разбирательство в Международном трибунале по керченскому инциденту: «приказ Международного трибунала [о возвращении кораблей и экипажа] не был и не является самоцелью. Наша цель — установление нарушения права, восстановления его и получения надлежащей компенсации».